# حركة المجتمع الديمقراطي

أحد أعلام الإدارة الذاتية لشمال وشرق سوريا، التي اعتمدتها الحركة في عام 2012.

حركة المجتمع الديمقراطي (بالكردية: Tevgera Civaka Demokratîk)‏، (بالسريانية: ܙܘܥܐ ܕܟܢܫܐ ܕܝܡܩܪܐܛܝܐ)‏ هو ائتلاف حاكم يساري تابع للمجلس الديمقراطي السوري، الهيئة التشريعية للإدارة الذاتية لشمال وشرق سوريا. الحزب الرئيسي في الائتلاف هو حزب الاتحاد الديمقراطي.

## الخلفية في الربيع العربي
مع وصول الربيع العربي إلى سوريا في أوائل عام 2011، امتدت الاحتجاجات إلى المناطق الكردية في الشمال. كان حزب الاتحاد الديمقراطي، الذي كان له وجود كبير بين الأكراد السوريين، يتنافس بنشاط مع المجلس الوطني الكردي. كانت إحدى نقاط الاختلاف الرئيسية تتعلق بموقف الحزب المتمثل في تغيير النظام، مع رفض التدخل الأجنبي والمواءمة مع المعارضة السورية. ادعى الحزب أنه يقدم «خطًا ثالثًا» في الصراع السوري، يتركز حول الدفاع عن النفس وأولوية الحلول اللاعنفية التي لا تدعم النظام أو المعارضة، على أساس تنظيم المجتمع وتشكيل الثقافة والمؤسسات الاجتماعية والاقتصادية والسياسية من أجل تحقيق «الإدارة الذاتية للشعب».
ومع هذه المنافسة، وافق كل من المجلس والحزب على العمل معًا داخل الهيئة الكردية العليا، التي تم تأسيسها في عام 2012 في أربيل. ومع ذلك، ومع ميل الدعم الشعبي المحلي نحو حزب الاتحاد الديمقراطي، سحب المجلس الوطني الكردي في النهاية مشاركته واتهم حزب الاتحاد الديمقراطي باحتكار صناعة القرار ومضايقة نشطائه. رد الحزب من خلال اتهام المجلس الوطني الكردي بمحاولة إنشاء قوة موازية متنافسة وتقسيم المنطقة إلى مناطق نفوذ متنافسة مما يخاطر بالاقتتال الداخلي الكردي. وفي نوفمبر 2013، أعلن الحزب، تحت مظلة حركة المجتمع الديمقراطي، من جانب واحد إنشاء إدارة مؤقتة للمنطقة.

## الأيديولوجية والبرنامج
بحلول ديسمبر 2013، تحولت حركة المجتمع الديمقراطي إلى نموذج حوكمة جديد، أطلق عليه اسم «مشروع الإدارة الذاتية الديمقراطية» مع روابط أقوى مع أيديولوجية حزب الاتحاد الديمقراطي. جاء ذلك ليحل محل «مشروع الإدارة المؤقتة» الذي تم الاتفاق عليه مسبقًا مع المجلس الوطني الكردي.
يؤكد دستور شمال وشرق سوريا الصادر في يوليو 2016 على الاعتراف بالأعراق المتعددة بما يتماشى مع الإيديولوجية الكونفدرالية الديمقراطية ويكرس المواد 8-53 للمبادئ الأساسية للحقوق والتمثيل والحريات الشخصية التي تتوافق مع أحكام الإعلان العالمي لحقوق الإنسان. كما أنه يحتوي على عدد من المبادئ الأخرى التي لم يتم تطبيقها حتى الآن في سوريا والبلدان المجاورة، مثل عدم جواز محاكمة المدنيين أمام المحاكم العسكرية وإلغاء عقوبة الإعدام. بالإضافة إلى ذلك، يتبنى حزب الاتحاد الديمقراطي معيارًا متكافئًا للمساواة بين الجنسين في هياكل الحكم لديها مع التمثيل المتساوي بين الجنسين في جميع الإدارات وإنشاء وزارة «لتحرير المرأة» - وهو معيار تم الالتزام به إلى حد كبير، بما في ذلك داخل الجيش.[بحاجة لمصدر]
ومع الجذور اليسارية الراديكالية لحزب الاتحاد الديمقراطي في ارتباطه المستمر منذ عقود بأيديولوجية عبد الله أوجلان وحزب العمال الكردستاني، فإن هذه المكونات المتعددة الأعراق والعلمانية في الدستور قد استوفت بعض المتطلبات الأساسية للداعمين الدوليين الغربيين المعارضين للنظام السوري. عزز نموذج الإدارة المحلية في المنطقة عددًا من التطورات الإيجابية، مثل التركيز على الحريات الشخصية الفردية. كما ساعدت الإدارة المحلية في الحد من تداعيات الحرب السورية على السكان في شمال سوريا عن طريق ملء الفراغ الذي خلفته انسحاب قوات أسد من شمال سوريا؛ سمح موقفها الدقيق تجاه الحكومة السورية بمواصلة الخدمات الأساسية التي قدمتها الدولة سابقًا.

## قائمة الأحزاب المكونة
قبل 4 سبتمبر 2018، كان لدى حركة المجتمع الديمقراطي لجنة سياسية تعمل كائتلاف سياسي داخل مجلس سوريا الديمقراطية. تنتمي العديد من الأحزاب، التي كانت في السابق في اللجنة السياسية لحركة المجتمع الديمقراطي، إلى التحالف السياسي الأكبر لقائمة الأمة الديمقراطية الذي تم تشكيله للانتخابات الإقليمية لعام 2017.
| الاسم                                  | الزعيم               |
| -------------------------------------- | -------------------- |
| حزب الاتحاد الديمقراطي                 | شاهوز حسن وعائشة هسو |
| حزب الاتحاد السرياني                   | Ishow Gowriye        |
| حزب السلام الديمقراطي للأكراد السوريين | تلال محمد            |
| حزب الاتحاد الليبرالي الكردستاني       | فرهاد تيلو           |

## أعضاء اللجنة التنفيذية
- الدار خليل (اعتبارا من عام 2014)[8]
- إلهام أحمد (اعتبارًا من عام 2015)[9]

## روابط خارجية
الموقع الرسمي للتحالف (باللغة الكردية)